# Camminghahuis
Het Camminghahuis (vroeger Sjaerdahuis (oudste benaming), Sjaerdemahuis, Hotel de Valk)  is een monumentaal pand in Franeker in de provincie Friesland.

## Beschrijving
Het Camminghahuis of Sjaerdemahuis is een gebouw met twee ten opzichte van elkaar verspringende delen met leien schilddaken. De oostgevel is een restant van een stins uit circa 1400 en is mogelijk gesticht door Sicke Sjaerda, de eerste bewoner. In de gevel werden vijf schietgaten aangetroffen. Het overige deel van de oostzijde dateert uit het begin van de 16e eeuw. De westzijde dateert uit de 15e eeuw. Tot 1969 was het pand in gebruik als herberg. Het heeft eigenaren van de families Van Cammingha (waarnaar het is vernoemd), Juckema en Van Burmania gehad. Van 1969 tot 1972 vond er een ingrijpende verbouwing plaats. De westgevel werd vernieuwd en de vensters kregen hun oude vorm terug.
In het pand vestigde zich in 1972 de Friesland Bank. Op de bovenverdieping bevond zich van 1972 tot 1995 het Fries Munt- en Penningkabinet van het Fries Museum. Tot 1 januari 2014 was het Kaatsmuseum er gevestigd. In het pand bevindt zich tegenwoordig een bakkerswinkel.

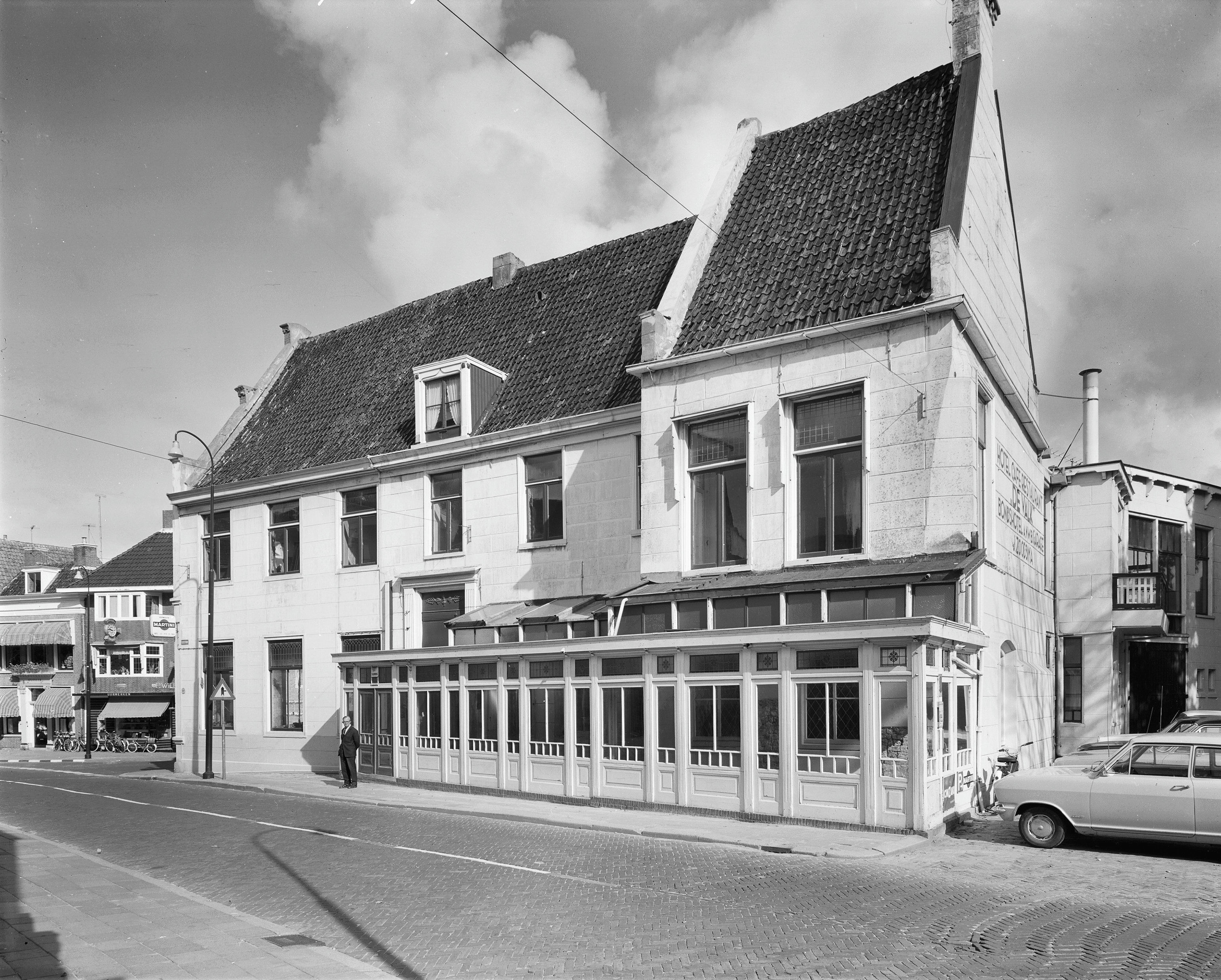
Het hotel voor de verbouwing in 1969
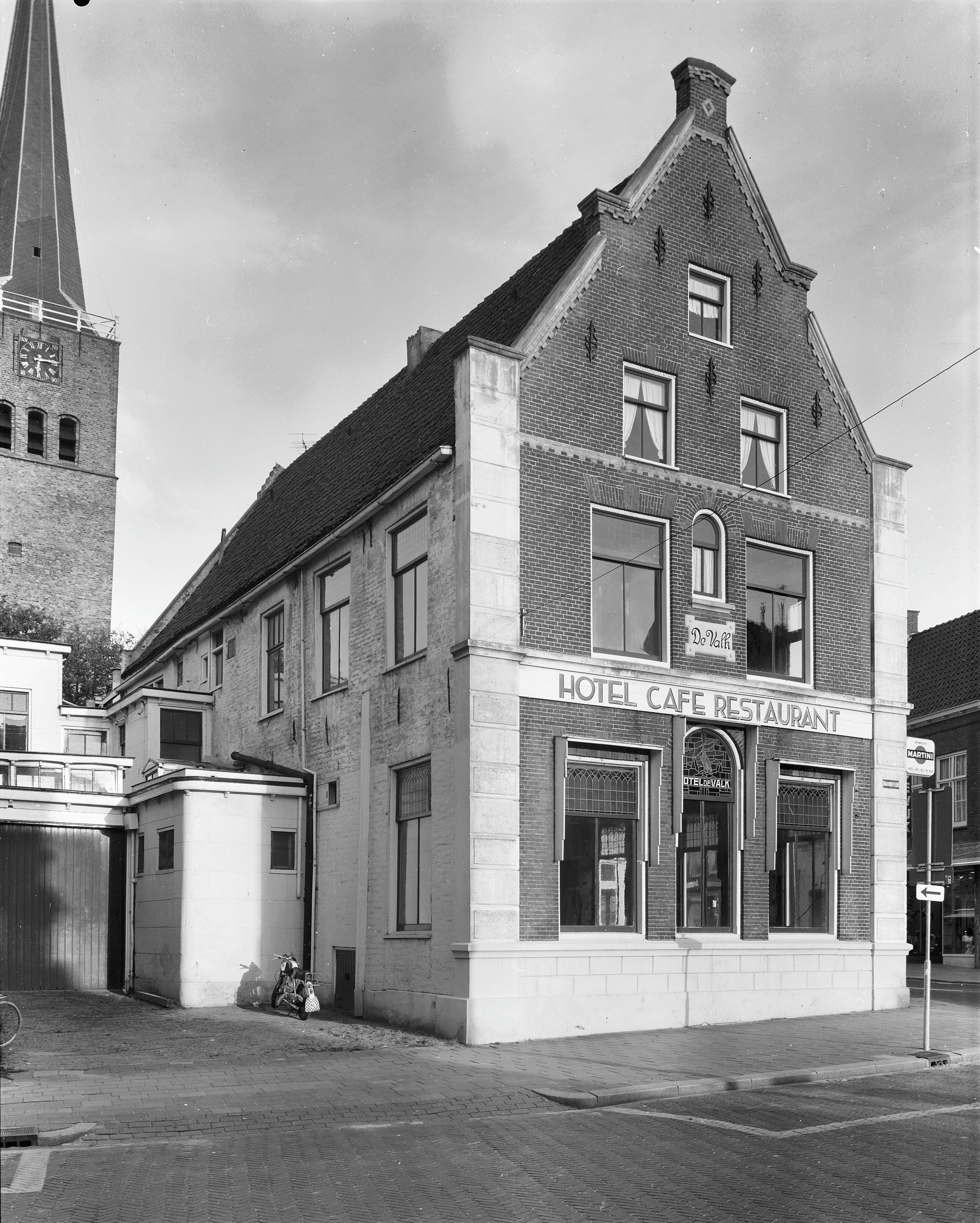
Hotel-café-restaurant de Valk (1969)
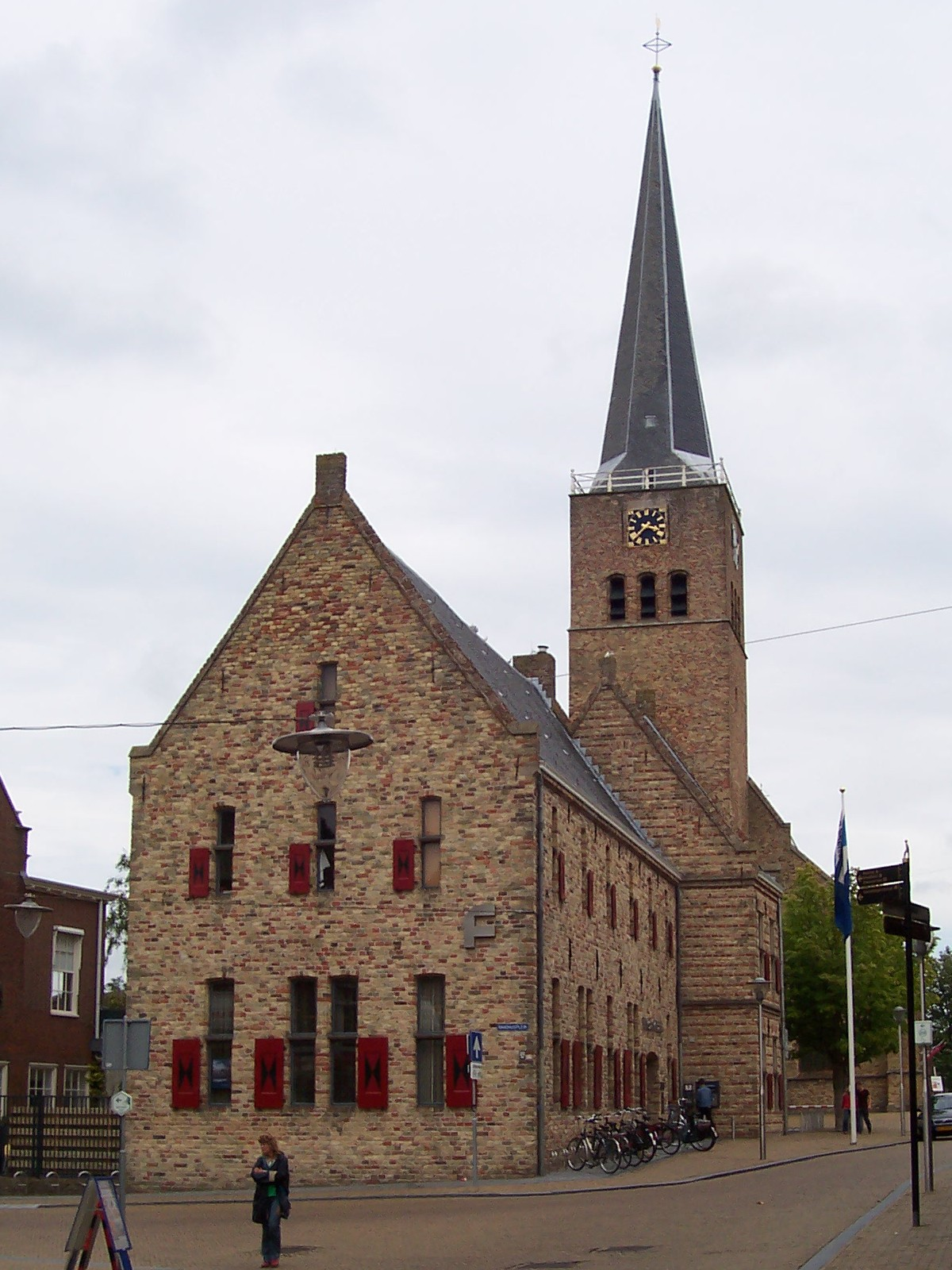
Westzijde Camminghahuis en kerktoren Martinikerk